# Elverum
Elverum és un municipi situat al comtat d'Innlandet, Noruega. Té 21.030 habitants (2016) i la seva superfície és de 1.229 km². El centre administratiu del municipi és el poble homònim.
El municipi es troba en una cruïlla important, amb Hamar a l'oest, Kongsvinger al sud, i Trysil a la frontera sueca al nord-est. Limita al nord amb el municipi d'Åmot, al nord-est amb el municipi de Trysil, al sud-est amb Våler, i a l'oest amb Løten.

## Informació general

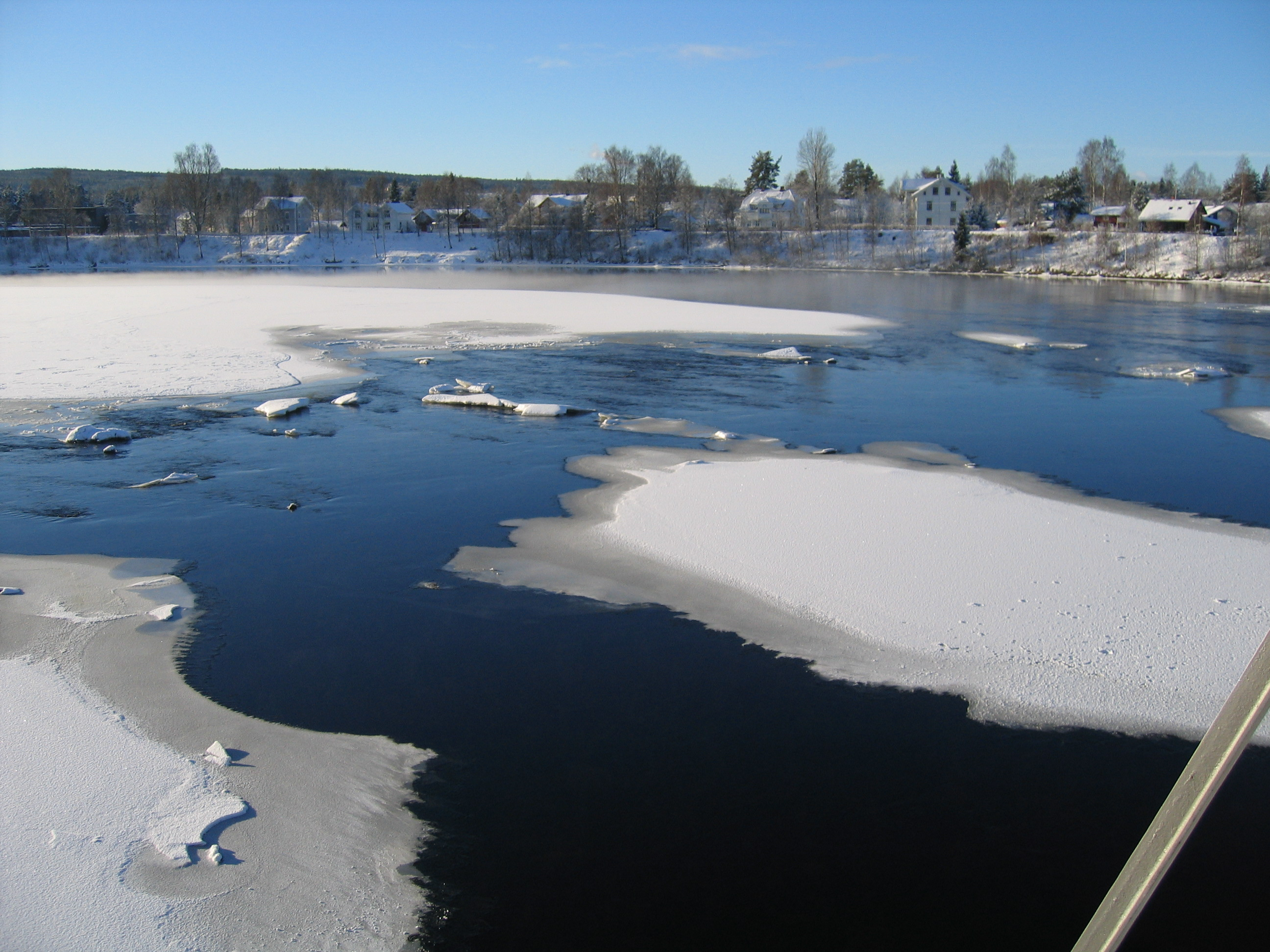
El riu Glomma al final de l'hivern.

El municipi d'Elverum es va establir l'1 de gener de 1838.

### Nom
El municipi (originalment la parròquia) és el nom de l'antiga granja d'Elverum (en nòrdic antic: Alfarheim), ja que la primera església va ser construïda allí. El primer element és el cas genitiu d'elfr que significa "riu" (el riu Glomma) i l'últim element és heimr que significa "casa/granja".

### Escut d'armes
L'escut d'armes és modern. Se'ls va concedir el 9 de desembre de 1988. L'escut mostra un mussol daurat sobre un fons vermell. Aquest va ser triat com a símbol de la saviesa, ja que hi ha moltes escoles al municipi. L'òliba també sembla una mica agressiva, per representar l'esperit de lluita dels noruecs. El 1940, quan Noruega estava sota l'atac de les forces alemanyes, el rei Haakon VII va rebre el poder del parlament per governar el país, en els seus millors interessos, mentre que ell estava a Elverum.

## Fills il·lustres
- Bjørn Dæhlie, esquiador de fons amb el nombre més elevat de medalles mundials (29 medalles als Jocs Olímpics i Campionats del Món) i el rècord olímpic d'hivern, de 8 medalles d'or i 4 medalles de plata.
- Stig Inge Bjørneby, exjugador de futbol professional del Liverpool i el Blackburn Rovers.
- Roy Khan, ex cantant del grup de música de Kamelot.
- Gerhard Munthe, pintor i il·lustrador.